# Hôtel Milliarède
L’Hôtel Milliarède est un édifice civil de la ville de Nîmes, dans le département du Gard et la région Languedoc-Roussillon. Il est inscrit monument historique depuis 2007.

## Localisation
L'édifice est situé 31 avenue Carnot, à proximité de la gare.

## Historique
1900-1907 : Construction de l'Hôtel par l'architecte Louis Poinsot. M. Milliarède, qui l'a fait construire, était avocat et fils d'un riche taffetassier, un industriel du textile.

## Architecture
D'une l'architecture éclectique, surtout d'inspiration Renaissance italienne  mais aussi avec quelques influences Art Nouveau (vitraux et céramiques en facade notamment). Le bâtiment est construit à l'angle de deux rues, avec une tour carrée dans l'angle. Les façades sur chaque rue sont très ornées. Le bâtiment présente des décrochements. (présence , notamment d'un grand bow-window ou terrasse fermée avec vitraux ornés de guirlandes de fruits et céramiques vernissées. Notes et références  
1. ↑  Notice no PA30000069, sur la plateforme ouverte du patrimoine, base Mérimée, ministère français de la Culture